# Jaelin Kauf
Jaelin Kauf (Alta, 29 settembre 1994) è una sciatrice freestyle statunitense, specialista nelle gobbe.

## Biografia
Jaelin Kauf ha esordito in Coppa del Mondo nel gennaio 2016 a Saint-Côme, in Canada. Nel 2015 ha vinto la medaglia di bronzo ai Mondiali di Kreischberg nelle gobbe in parallelo.
Nel 2018 ha preso parte ai XXIII Giochi olimpici invernali a Pyeongchang, venendo eliminata nel secondo turno della finale e classificandosi settima nella gara di gobbe. Ai Mondiali di Park City 2019 ha ottenuto il secondo posto nelle gobbe in parallelo dietro la francese Perrine Laffont e davanti alla statunitense Tess Johnson che ha completato il podio al terzo posto. Nella stagione 2024-2025 ha vinto tutte le Coppe dedicate alle gobbe: la generale, quella di gobbe e quella di gobbe in parallelo.

## Palmarès

### Olimpiadi
- 1 medaglia:
  - 1 argento (gobbe a Pechino 2022)

### Mondiali
- 5 medaglie:
  - 1 oro (gobbe in parallelo a Engadina 2025)
  - 3 argenti (gobbe in parallelo a Park City 2019; gobbe e gobbe in parallelo a Bakuriani 2023)
  - 1 bronzo (gobbe in parallelo a Sierra Nevada 2017)

### Mondiali juniores
- 1 medaglia:
  - 1 bronzo (gobbe a Chiesa in Valmalenco 2015)

### Coppa del Mondo
- Vincitrice della Coppa del Mondo generale di gobbe nel 2025
- Vincitrice della Coppa del Mondo di gobbe nel 2025
- Vincitrice della Coppa del Mondo di gobbe in parallelo nel 2025
- 50 podi:
  - 16 vittorie
  - 24 secondi posti
  - 10 terzi posti

#### Coppa del Mondo - vittorie
| Data             | Luogo          | Paese       | Disciplina |
| ---------------- | -------------- | ----------- | ---------- |
| 19 febbraio 2017 | Tazawako       | Giappone    | DM         |
| 21 dicembre 2017 | Thaiwoo        | Cina        | MO         |
| 11 gennaio 2018  | Deer Valley    | Stati Uniti | MO         |
| 18 marzo 2018    | Megève         | Francia     | DM         |
| 15 dicembre 2018 | Thaiwoo        | Cina        | MO         |
| 16 dicembre 2018 | Thaiwoo        | Cina        | DM         |
| 1º marzo 2020    | Almaty         | Kazakistan  | DM         |
| 9 dicembre 2023  | Idre Fjäll     | Svezia      | DM         |
| 21 dicembre 2024 | Bakuriani      | Stati Uniti | DM         |
| 1º febbraio 2025 | Val Saint-Côme | Canada      | DM         |
| 6 febbraio 2025  | Deer Valley    | Stati Uniti | MO         |
| 8 febbraio 2025  | Deer Valley    | Stati Uniti | DM         |
| 21 febbraio 2025 | Beidahu        | Cina        | MO         |
| 22 febbraio 2025 | Beidahu        | Cina        | DM         |
| 1º marzo 2025    | Almaty         | Kazakistan  | DM         |
| 11 marzo 2025    | Livigno        | Italia      | MO         |

Legenda:

MO = Gobbe

DM = Gobbe in parallelo